# Melipotis bivittata
Melipotis bivittata är en fjärilsart som beskrevs av Walker 1857. Melipotis bivittata ingår i släktet Melipotis och familjen nattflyn. Inga underarter finns listade i Catalogue of Life.